# Clasificación para la Copa Desafío de la AFC 2012
La Clasificación para la Copa Desafío de la AFC 2012 tuvo lugar entre el 9 de febrero y el 11 de abril de 2011 con 20 equipos participantes.

## Participantes
| Entran a fase de grupos | Juegan el Playoff (los 8 peor clasificados)                                         | No participaron                  |
| --- | ----------------------------------------------------------------------------------- | -------------------------------- |
| - Bangladés - Corea del Norte - India - Kirguistán - Maldivas - Birmania - Nepal - Pakistán - Palestina - Sri Lanka - Tayikistán - Turkmenistán | - Afganistán - Bután - Camboya - China Taipéi - Laos - Macao - Mongolia - Filipinas | - Brunéi - Guam - Timor Oriental |

## Primera ronda
Los ocho equipos con menor lugar en la Clasificación mundial de la FIFA del mes de octubre de 2010 jugaron eliminatorias a partidos de ida y vuelta en la primera fase.
| Equipo 1     | Agr.        | Equipo 2   | Ida | Vuelta |
| ------------ | ----------- | ---------- | --- | ------ |
| Bután        | 0–5         | Afganistán | 0–3 | 0–2    |
| Filipinas    | 3–2         | Mongolia   | 2–0 | 1–2    |
| China Taipéi | 6–3         | Laos       | 5–2 | 1–1    |
| Camboya      | 5–4 (t. s.) | Macao      | 3–1 | 2–3    |

### Ida
| 23-3-2011 | Bután | 0–3     | Afganistán          | Tau Devi Lal Stadium, Gurgaon, India                    |                                                         |
|           |       | Reporte | Walizada 2' 36' 80' | Asistencia: 200 espectadores Árbitro(s): Chaiya Mahapab | Asistencia: 200 espectadores Árbitro(s): Chaiya Mahapab |

| 9-2-2011 | Filipinas                             | 2–0     | Mongolia | Panaad Stadium, Bacólod                                  |                                                          |
|          | Caligdong 43' · P. Younghusband 90+4' | Reporte |          | Asistencia: 20 000 espectadores Árbitro(s): Yu Ming-hsun | Asistencia: 20 000 espectadores Árbitro(s): Yu Ming-hsun |

| 10-2-2011 | China Taipéi                                                              | 5–2     | Laos                        | National Stadium, Kaohsiung                           |                                                       |
|           | Lin Cheng-yi 10' · Chang Han 22' 56' · Chen Po-Liang 44' · Lo Chih-An 49' | Reporte | Thongkhen 65' · Syvilay 73' | Asistencia: 1000 espectadores Árbitro(s): Ng Chiu Kok | Asistencia: 1000 espectadores Árbitro(s): Ng Chiu Kok |

| 9-2-2011 | Camboya                         | 3–1     | Macao             | National Olympic Stadium, Phnom Penh              |                                                   |
|          | El Nasa 48', 53' · Laboravy 59' | Reporte | Leong Ka Hang 80' | Asistencia: 2000 espectadores Árbitro(s): Win Cho | Asistencia: 2000 espectadores Árbitro(s): Win Cho |

### Vuelta
| 25-3-2011 | Afganistán                 | 2–0 (Global 5-0) | Bután | Tau Devi Lal Stadium, Gurgaon, India                      |                                                           |
|           | Nadeem 61' · Kohistani 65' | Reporte          |       | Asistencia: 2000 espectadores Árbitro(s): Hedayat Mombini | Asistencia: 2000 espectadores Árbitro(s): Hedayat Mombini |

| 15-3-2011 | Mongolia                            | 2–1 (Global 2-3) | Filipinas          | MFF Football Centre, Ulan Bator                        |                                                        |
|           | Lkhümbengarav 22' · Garidmagnai 35' | Reporte          | J. Younghusband 4' | Asistencia: 3000 espectadores Árbitro(s): Ko Hyung-Jin | Asistencia: 3000 espectadores Árbitro(s): Ko Hyung-Jin |

| 16-2-2011 | Laos               | 1–1 (Global 3-6) | China Taipéi      | National Sports Complex, Vientián                                   |                                                                     |
|           | Vongchiengkham 82' | Reporte          | Chen Po-Liang 65' | Asistencia: 15 300 espectadores Árbitro(s): Mohd Nafeez Abdul Wahab | Asistencia: 15 300 espectadores Árbitro(s): Mohd Nafeez Abdul Wahab |

| 16-2-2011 | Macao                                        | 3–2 (t. s.)(Global 4-5) | Camboya                    | Estádio Campo Desportivo, Macao                                 |                                                                 |
|           | Vernon 62' · Leong Ka Hang 73' · Vinício 75' | Reporte                 | Borey 45+2' · El Nasa 107' | Asistencia: 100 espectadores Árbitro(s): Hettikamkanamge Perera | Asistencia: 100 espectadores Árbitro(s): Hettikamkanamge Perera |

## Segunda ronda
En la fase de grupos se enfrentaron los doce equipos mejor clasificados y los cuatro ganadores de la primera fase. Los 16 equipos totales fueron distribuidos en cuatro grupos de cuatro equipos cada uno, donde se enfrentaron bajo el sistema de todos contra todos a un solo partido. Al término de las tres jornadas los dos mejores de cada grupo clasificaron a la Copa Desafío de la AFC 2012.

### Grupo A
| Pos. | Equipo       | Pts. | PJ | G | E | P | GF | GC | Dif. | Clasificación |
| ---- | ------------ | ---- | -- | - | - | - | -- | -- | ---- | ------------- |
| 1    | Palestina    | 7    | 3  | 2 | 1 | 0 | 5  | 1  | +4   | Clasificados  |
| 2    | Filipinas    | 5    | 3  | 1 | 2 | 0 | 4  | 1  | +3   | Clasificados  |
| 3    | Bangladés    | 3    | 3  | 1 | 0 | 2 | 2  | 5  | −3   |               |
| 4    | Birmania (H) | 1    | 3  | 0 | 1 | 2 | 2  | 6  | −4   |               |

 Fuente: RSSSF
| 21-3-2011 | Birmania              | 1–1     | Filipinas                  | Youth Training Centre, Rangún                            |                                                          |
|           | Khin Maung Lwin 90+3' | Reporte | J. Younghusband 76' (pen.) | Asistencia: 5000 espectadores Árbitro(s): Kim Jong-Hyeok | Asistencia: 5000 espectadores Árbitro(s): Kim Jong-Hyeok |

| 21-3-2011 | Palestina     | 2–0     | Bangladés | Youth Training Centre, Yangon                                        |                                                                      |
|           | Alyan 46' 65' | Reporte |           | Asistencia: 1000 espectadores Árbitro(s): Jameel Abdulhusain Mohamed | Asistencia: 1000 espectadores Árbitro(s): Jameel Abdulhusain Mohamed |

| 23-3-2011 | Filipinas | 0–0     | Palestina | Youth Training Centre, Rangún                                     |                                                                   |
|           |           | Reporte |           | Asistencia: 500 espectadores Árbitro(s): Ali Sabah Adday Al-Qaysi | Asistencia: 500 espectadores Árbitro(s): Ali Sabah Adday Al-Qaysi |

| 23-3-2011 | Bangladés              | 2–0     | Birmania | Youth Training Centre, Rangún                           |                                                         |
|           | Shakil 10' · Komol 88' | Reporte |          | Asistencia: 3000 espectadores Árbitro(s): Apisit Aonrak | Asistencia: 3000 espectadores Árbitro(s): Apisit Aonrak |

| 25-3-2011 | Birmania                 | 1–3     | Palestina                 | Youth Training Centre, Rangún                                        |                                                                      |
|           | Zaw Htat Aung 25' (pen.) | Reporte | Alyan 39' 90' · Harbi 71' | Asistencia: 1500 espectadores Árbitro(s): Jameel Abdulhusain Mohamed | Asistencia: 1500 espectadores Árbitro(s): Jameel Abdulhusain Mohamed |

| 25-3-2011 | Bangladés | 0–3     | Filipinas                     | Aung San Stadium, Rangún                                |                                                         |
|           |           | Reporte | Araneta 41' · Guirado 55' 80' | Asistencia: 200 espectadores Árbitro(s): Kim Jong-Hyeok | Asistencia: 200 espectadores Árbitro(s): Kim Jong-Hyeok |

### Grupo B
- Partidos disputados en Malasia.

| Pos. | Equipo       | Pts. | PJ | G | E | P | GF | GC | Dif. | Clasificación |
| ---- | ------------ | ---- | -- | - | - | - | -- | -- | ---- | ------------- |
| 1    | India        | 7    | 3  | 2 | 1 | 0 | 7  | 2  | +5   | Clasificados  |
| 2    | Turkmenistán | 7    | 3  | 2 | 1 | 0 | 6  | 1  | +5   | Clasificados  |
| 3    | Pakistán     | 3    | 3  | 1 | 0 | 2 | 3  | 6  | −3   |               |
| 4    | China Taipéi | 0    | 3  | 0 | 0 | 3 | 0  | 7  | −7   |               |

 Fuente: RSSSF
| 21-3-2011 | Turkmenistán                           | 3–0     | Pakistán | MBPJ Stadium, Petaling Jaya                                  |                                                              |
|           | Urazow 6' · Amanow 46' · Garadanow 86' | Reporte |          | Asistencia: 150 espectadores Árbitro(s): Akbar Bakhshi Zadeh | Asistencia: 150 espectadores Árbitro(s): Akbar Bakhshi Zadeh |

| 21-3-2011 | India                                    | 3–0     | China Taipéi | MBPJ Stadium, Petaling Jaya                                     |                                                                 |
|           | Lalpekhlua 32' · Chhetri 76' · Jewel 88' | Reporte |              | Asistencia: 50 espectadores Árbitro(s): Mohd Nafeez Abdul Wahab | Asistencia: 50 espectadores Árbitro(s): Mohd Nafeez Abdul Wahab |

| 23-3-2011 | Pakistán    | 1–3     | India                           | MBPJ Stadium, Petaling Jaya                                  |                                                              |
|           | Mehmood 32' | Reporte | Lalpekhlua 67' 90+4' · Dias 90' | Asistencia: 100 espectadores Árbitro(s): Mohammad Al Rshidat | Asistencia: 100 espectadores Árbitro(s): Mohammad Al Rshidat |

| 23-3-2011 | China Taipéi | 0–2     | Turkmenistán                    | MBPJ Stadium, Petaling Jaya                                  |                                                              |
|           |              | Reporte | Şamyradow 73' · Hangeldiýew 76' | Asistencia: 100 espectadores Árbitro(s): Viktor Serazitdinov | Asistencia: 100 espectadores Árbitro(s): Viktor Serazitdinov |

| 25-3-2011 | Turkmenistán        | 1–1     | India          | MBPJ Stadium, Petaling Jaya                                      |                                                                  |
|           | Çoňkaýew 52' (pen.) | Reporte | Lalpekhlua 60' | Asistencia: 200 espectadores Árbitro(s): Mohd Nafeez Abdul Wahab | Asistencia: 200 espectadores Árbitro(s): Mohd Nafeez Abdul Wahab |

| 25-3-2011 | China Taipéi | 0–2     | Pakistán                 | MBPJ Stadium, Petaling Jaya                                  |                                                              |
|           |              | Reporte | Mehmood 26' · Bashir 67' | Asistencia: 50 espectadores Árbitro(s): Mohammad Al Rshaidat | Asistencia: 50 espectadores Árbitro(s): Mohammad Al Rshaidat |

### Grupo C
| Pos. | Equipo       | Pts. | PJ | G | E | P | GF | GC | Dif. | Clasificación |
| ---- | ------------ | ---- | -- | - | - | - | -- | -- | ---- | ------------- |
| 1    | Maldivas (H) | 7    | 3  | 2 | 1 | 0 | 6  | 1  | +5   | Clasificados  |
| 2    | Tayikistán   | 7    | 3  | 2 | 1 | 0 | 4  | 0  | +4   | Clasificados  |
| 3    | Kirguistán   | 3    | 3  | 1 | 0 | 2 | 5  | 6  | −1   |               |
| 4    | Camboya      | 0    | 3  | 0 | 0 | 3 | 3  | 11 | −8   |               |

 Fuente: RSSSF
| 21-3-2011 | Tayikistán            | 1–0     | Kirguistán | National Stadium, Malé                                     |                                                            |
|           | R. Sydykov 88' (a.g.) | Reporte |            | Asistencia: 4000 espectadores Árbitro(s): Mohammed Mohamed | Asistencia: 4000 espectadores Árbitro(s): Mohammed Mohamed |

| 21-3-2011 | Maldivas                       | 4–0     | Camboya | National Stadium, Malé                               |                                                      |
|           | Naseer 2' · Ashfaq 41' 84' 88' | Reporte |         | Asistencia: 8000 espectadores Árbitro(s): Zhao Liang | Asistencia: 8000 espectadores Árbitro(s): Zhao Liang |

| 23-3-2011 | Kirguistán             | 1–2     | Maldivas           | National Stadium, Malé                                   |                                                          |
|           | Abdul Ghani 87' (a.g.) | Reporte | Ali 5' · Qasim 79' | Asistencia: 9000 espectadores Árbitro(s): Marai Al Awaji | Asistencia: 9000 espectadores Árbitro(s): Marai Al Awaji |

| 23-3-2011 | Camboya | 0–3     | Tayikistán                               | National Stadium, Malé                                |                                                       |
|           |         | Reporte | Davronov 2' · Ergashev 83' · Rabimov 89' | Asistencia: 550 espectadores Árbitro(s): Pratap Singh | Asistencia: 550 espectadores Árbitro(s): Pratap Singh |

| 25-3-2011 | Tayikistán | 0–0     | Maldivas | National Stadium, Malé                                     |                                                            |
|           |            | Reporte |          | Asistencia: 9000 espectadores Árbitro(s): Mohammed Mohamed | Asistencia: 9000 espectadores Árbitro(s): Mohammed Mohamed |

| 25-3-2011 | Camboya                        | 3–4     | Kirguistán                                          | National Stadium, Malé                               |                                                      |
|           | Sokumpheak 39' 49' · Rithy 89' | Reporte | A. Sydykov 5' · Usanov 45+1' · Esenkul Uulu 80' 85' | Asistencia: 1000 espectadores Árbitro(s): Zhao Liang | Asistencia: 1000 espectadores Árbitro(s): Zhao Liang |

### Grupo D
| Pos. | Equipo          | Pts. | PJ | G | E | P | GF | GC | Dif. | Clasificación |
| ---- | --------------- | ---- | -- | - | - | - | -- | -- | ---- | ------------- |
| 1    | Corea del Norte | 9    | 3  | 3 | 0 | 0 | 7  | 0  | +7   | Clasificados  |
| 2    | Nepal (H)       | 4    | 3  | 1 | 1 | 1 | 1  | 1  | 0    | Clasificados  |
| 3    | Afganistán      | 3    | 3  | 1 | 0 | 2 | 1  | 3  | −2   |               |
| 4    | Sri Lanka       | 1    | 3  | 0 | 1 | 2 | 0  | 5  | −5   |               |

 Fuente: RSSSF
| 7-4-2011 | Corea del Norte                                            | 4–0     | Sri Lanka | Halchowk Stadium, Katmandú                                  |                                                             |
|          | Choe Kum-Chol 2' 47' · Ri Chol-Myong 5' · Pak Nam-Chol 21' | Reporte |           | Asistencia: 2000 espectadores Árbitro(s): Yousef Al-Marzouq | Asistencia: 2000 espectadores Árbitro(s): Yousef Al-Marzouq |

| 7-4-2011 | Afganistán | 0–1     | Nepal      | Dasarath Stadium, Katmandú                                  |                                                             |
|          |            | Reporte | Khawas 27' | Asistencia: 9100 espectadores Árbitro(s): Yaqoob Abdul Baki | Asistencia: 9100 espectadores Árbitro(s): Yaqoob Abdul Baki |

| 9-4-2011 | Nepal | 0–1     | Corea del Norte  | Dasarath Stadium, Katmandú                                       |                                                                  |
|          |       | Reporte | Jong Il-Gwan 31' | Asistencia: 22 000 espectadores Árbitro(s): Salah Abbas Alabbasi | Asistencia: 22 000 espectadores Árbitro(s): Salah Abbas Alabbasi |

| 9-4-2011 | Sri Lanka | 0–1     | Afganistán | Halchowk Stadium, Kathmandu                                        |                                                                    |
|          |           | Reporte | Hadid 82'  | Asistencia: 1800 espectadores Árbitro(s): Ali Sabah Adday Al-Qaysi | Asistencia: 1800 espectadores Árbitro(s): Ali Sabah Adday Al-Qaysi |

| 11-4-2011 | Nepal | 0–0     | Sri Lanka | Dasarath Stadium, Katmandú                                           |                                                                      |
|           |       | Reporte |           | Asistencia: 13 500 espectadores Árbitro(s): Ali Sabah Adday Al-Qaysi | Asistencia: 13 500 espectadores Árbitro(s): Ali Sabah Adday Al-Qaysi |

| 11-4-2011 | Corea del Norte                         | 2–0     | Afganistán | Halchowk Stadium, Katmandú                                  |                                                             |
|           | Choe Kum-Chol 45+1' · Ri Chol-Myong 68' | Reporte |            | Asistencia: 1000 espectadores Árbitro(s): Yaqoob Abdul Baki | Asistencia: 1000 espectadores Árbitro(s): Yaqoob Abdul Baki |

## Clasificados
| Bandera de Corea del Norte | Bandera de Filipinas | Bandera de la India | Bandera de las Maldivas |
| Corea del Norte            | Filipinas            | India               | Maldivas                |

| Bandera de Nepal | Bandera de Palestina | Bandera de Tayikistán | Bandera de Turkmenistán |
| Nepal            | Palestina            | Tayikistán            | Turkmenistán            |

## Goleadores
4 goles
- Jeje Lalpekhlua
- Murad Alyan

3 goles
- Sidiq Walizada
- Sam El Nasa
- Ali Ashfaq
- Choe Kum-Chol

2 goles
- Kouch Sokumpheak
- Chang Han
- Chen Po-liang
- Cholponbek Esenkul Uulu
- Leong Ka Hang
- Ri Chol-Myong
- Arif Mehmood
- Ángel Guirado
- James Younghusband

1 gol
- Mustafa Hadid
- Israfeel Kohistani
- Waheed Nadeem
- Shakil Ahmed
- Abdul Baten Komol
- Khim Borey
- Khoun Laboravy
- Sok Rithy
- Lin Cheng-yi
- Lo Chih-an
- Sunil Chhetri
- Steven Dias
- Jewel Raja Shaikh
- Aziz Sydykov
- Rustem Usanov
- Phattana Syvilay
- Kitsada Tongkhen
- Soukaphone Vongchiengkham
- Vernon
- Vinício
- Ashad Ali
- Mukhthar Naseer
- Shamweel Qasim
- Bayasgalangiin Garidmagnai
- Donorovyn Lkhümbengarav
- Khin Maung Lwin
- Zaw Htat Aung
- Bharat Khawas
- Jong Il-Gwan
- Pak Nam-Chol
- Atif Bashir
- Ahmed Harbi
- Ian Araneta
- Emelio Caligdong
- Phil Younghusband
- Nuriddin Davronov
- Davronjon Ergashev
- Ibrahim Rabimov
- Arslanmyrat Amanow
- Gahrymanberdi Çoňkaýew
- Mämmedaly Garadanow
- Guwanç Hangeldiýew
- Berdi Şamyradow
- Didargylyç Urazow

Autogoles
- Ruslan Sydykov (ante Tayikistán)
- Assad Abdul Ghani (ante Kirguistán)